# Gutshof Sohlen

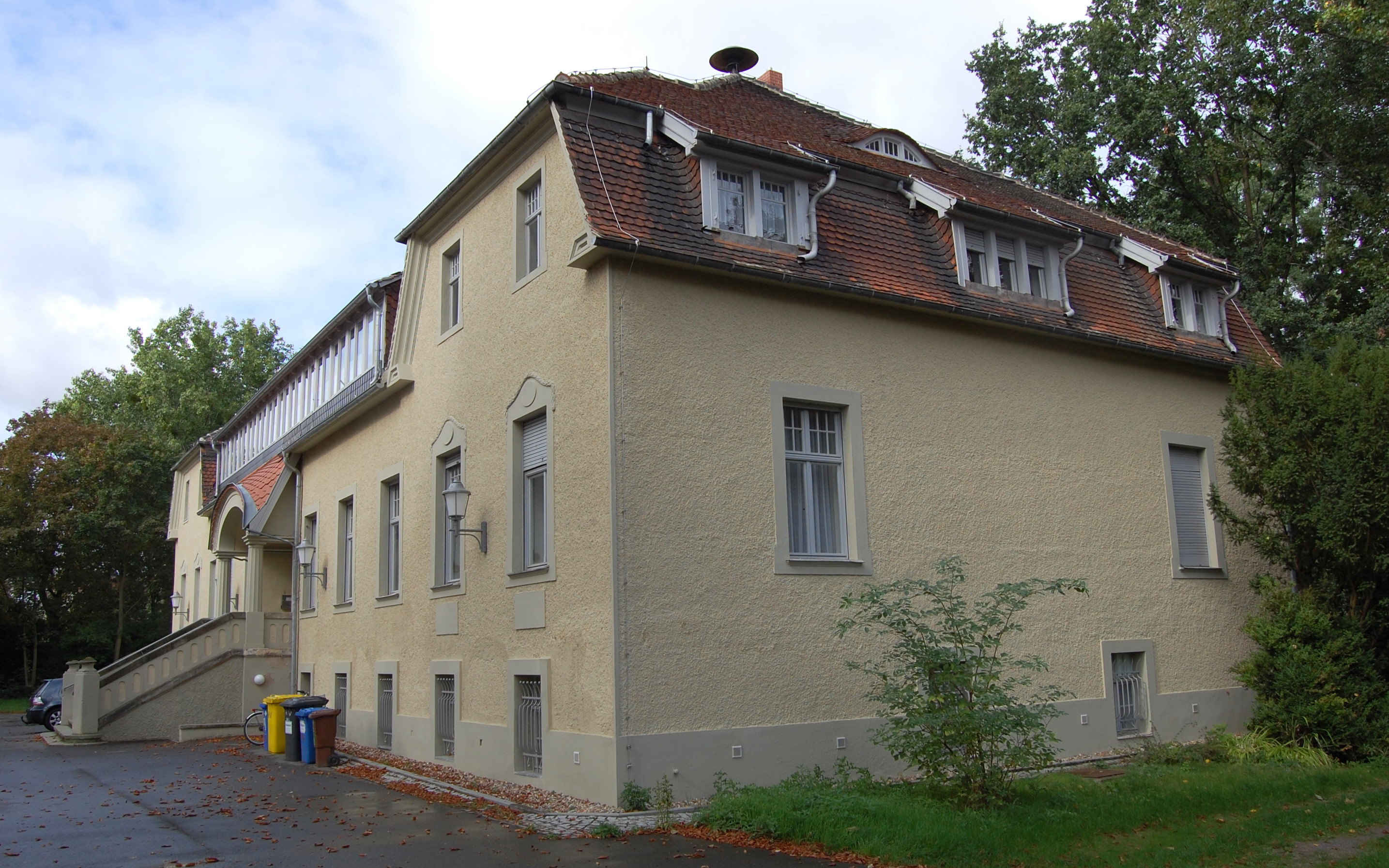
Gutshof Sohlen

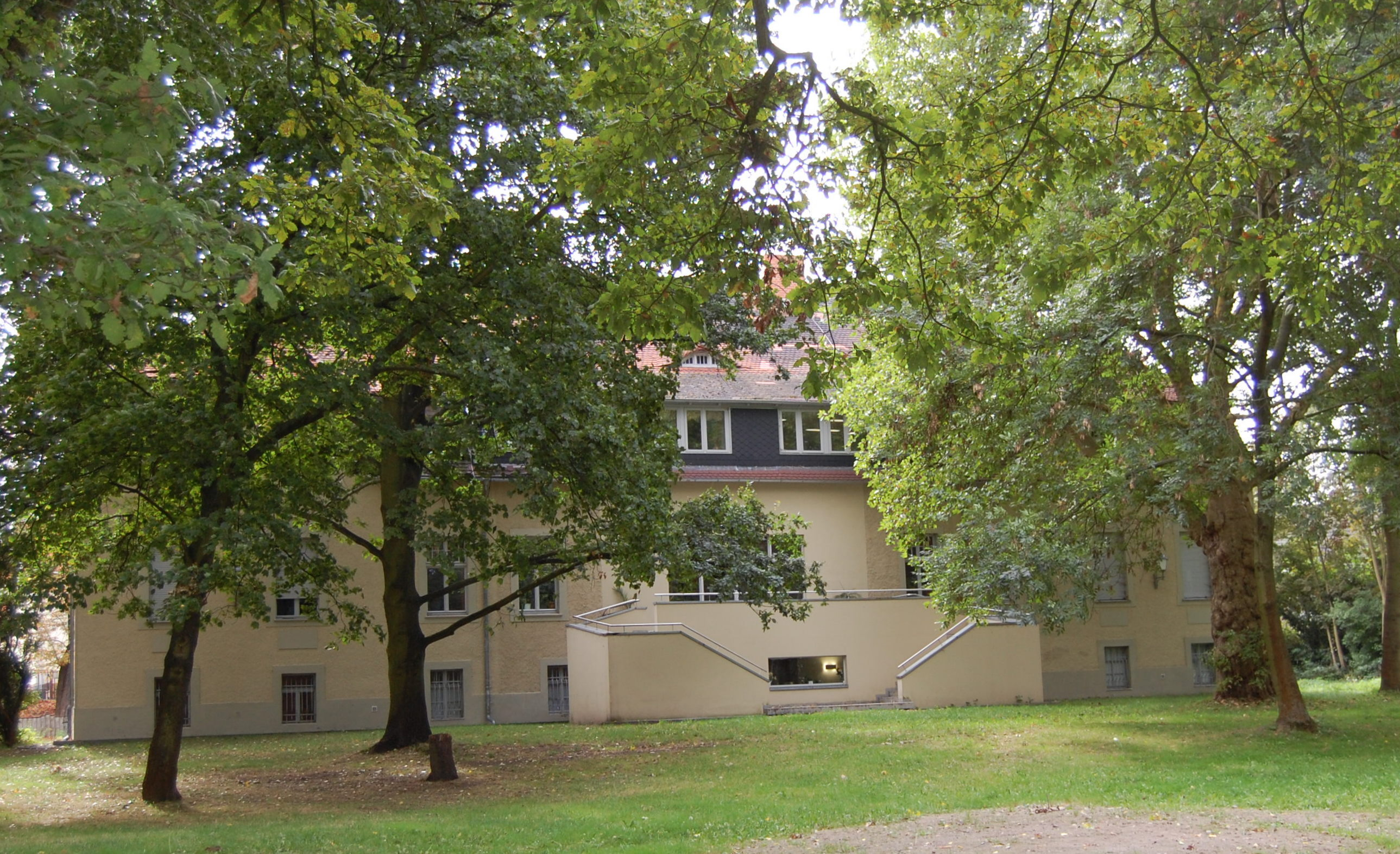
Parkseite

Der Gutshof Sohlen ist ein ehemaliges Rittergut im zur Stadt Magdeburg gehörenden Stadtteil Beyendorf-Sohlen. Das erhalten gebliebene Gutshaus steht unter Denkmalschutz.
Das im Ortsteil Sohlen im Dodendorfer Weg 12 gelegene Anwesen war Teil des Rittergutes Schaeper. Es wurde 1908 vom Architekten Baljes gebaut. Zum Gut gehörte ab 1917 zeitweise auch die als Vorwerk betriebene Siedlung Willishof in der Gemarkung von Westerhüsen.
Nach der Enteignung der Gutsherren diente das Gutshaus von 1946 bis in die 1990er Jahre hinein als Schule. Derzeit ist es als Soziokulturelles Zentrum in Nutzung. Im Obergeschoss sind heimatkundliche Ausstellungen untergebracht.
Das Gebäude entstand als eineinhalbgeschossiger, breiter, verputzter Bau. Das auf einem hohen Sockel stehende Haus wird durch ein großes Mansarddach mit Schleppgauben geprägt. Der Eingangsbereich ist ähnlich einem Portikus gestaltet. Auf der Rückseite zum Gutspark besteht eine Terrasse mit zweiläufiger Treppe. 1978 fanden größere Umbauten statt. Insbesondere entstand ein rückwärtiger Anbau, der später jedoch wieder abgerissen wurde. Die Ursprungssituation des Gartenausgangs wurde in modernerer Form wiederhergestellt. Am Gebäude befinden sich einige Jugendstilornamente. Der Putz des Gutshauses ist als Rauputz, die Fasche der Fenster als glatter Putz ausgeführt.
Das Gutshaus war von einem weitläufigen Park umgeben, der in Teilen erhalten geblieben ist. In einem Parkbereich hatte der Gutsherr eine gärtnerische Nutzung mit Gewächshäusern angelegt. Nach der Enteignung wurde diese Fläche parzelliert und verpachtet. Mit der Neustrukturierung der Landwirtschaft blieben die Flächen jedoch über lange Zeit ungenutzt. 1981/82 wurden diese Bereiche als Gartengrundstücke hergerichtet und mit Bungalows bebaut. Nach 1990 fand dann eine Umwandlung in eine Eigenheimsiedlung Froschgund statt.
Rechts des Gutshauses steht noch aus der Zeit der Schulnutzung ein Denkmal für Ernst Thälmann sowie ein Wegweiser mit Richtungsangaben zu weit entfernten Orten.